# Demokratyczna Republika Konga na Letnich Igrzyskach Olimpijskich Młodzieży 2010
Demokratyczną Republikę Konga na Letnich Igrzyskach Olimpijskich Młodzieży 2010 w Singapurze reprezentowało 16 sportowców w 5 dyscyplinach.

## Skład kadry

### Lekkoatletyka
- Yorghena Embole Mokulu

### Szermierka
- Gracia Makwanya Nyabileke

### Judo
- Daryl Lokuku Ngambomo

### Taekwondo
- Sephora Baelenge

### Siatkówka
- Ousman Badiya
- Djo Inginda
- Guelord Kadima
- Maxime Kazadi
- N. Magloir Mayaula
- Salva Mbuyi Banza
- Patrick Misano
- Darby Misiyo Ango
- Francis Mujani
- Faustin Shesha Masako
- Patrick Tshibangu
- Tshitshi Tshidende